# Kürdşaban
Kürdşaban è un comune dell'Azerbaigian situato nel distretto di Göyçay. Conta una popolazione di 1 051 abitanti.